# Melissa Petrén
Melissa Petrén (* 18. Januar 1995 in Huddinge) ist eine schwedische Handballspielerin, die dem Kader der schwedischen Nationalmannschaft angehört.

## Karriere
Im Verein
Petrén begann das Handballspielen in ihrer Geburtsstadt bei Huddinge HK. Später lief sie in der Division 1 für Team Stockholm auf, einem Gemeinschaftsprojekt von Huddinge HK und Spårvägens HF. Im November 2012 bestritt sie im Alter von 16 Jahren erstmals ein Spiel für Spårvägens HF in der Elitserien. Ab 2013 gehörte die Rückraumspielerin dem Kader von Spårvägens an, jedoch lief sie auch weiterhin für Team Stockholm auf.
Melissa Petrén wechselte im Sommer 2015 zum schwedischen Erstligisten LUGI HF. Mit Lugi gewann sie 2016 und 2017 die Bronzemedaille bei der schwedischen Meisterschaft. In der Spielzeiten 2016/17 und 2017/18 nahm sie mit LUGI am EHF-Pokal teil. In der Saison 2018/19 belegte Petrén mit 117 Treffern den 6. Platz in der Torschützenliste der höchsten schwedischen Spielklasse. Anschließend schloss sie sich dem dänischen Erstligisten Horsens HK an. In der Saison 2021/22 lief sie für København Håndbold auf. Anschließend wechselte sie zum Viborg HK. Im Februar 2023 wurde bekannt, dass sie Schwanger ist und Zwillinge erwartet. Nach der Saison 2022/23 endete ihr Vertrag mit Viborg HK. Im Januar 2024 schloss sie sich dem dänischen Erstligisten Ringkøbing Håndbold an. Im Folgemonat wechselte sie zum Ligakonkurrenten Ikast Håndbold. Im Sommer 2024 schloss sie sich dem dänischen Erstligisten SønderjyskE Håndbold an. Seit dem Sommer 2025 steht sie beim schwedischen Erstligisten IF Hallby unter Vertrag.
In der Nationalmannschaft
Petrén lief anfangs für die schwedische Jugend- sowie für die Juniorinnennationalmannschaft auf. Mit diesen Auswahlmannschaften nahm sie an der U-17-Europameisterschaft 2011, an der U-18-Weltmeisterschaft 2012 und an der U-19-Europameisterschaft 2013 teil.
Petrén bestritt am 16. Juni 2018 ihr erstes Länderspiel für die schwedische A-Nationalmannschaft. Bei der Weltmeisterschaft 2019 in Japan erzielte sie 19 Tore für Schweden. Sie lief für Schweden bei der Europameisterschaft in Dänemark auf. Mit der schwedischen Auswahl belegte sie den vierten Platz bei den Olympischen Spielen in Tokio. Petrén erzielte im Turnierverlauf insgesamt sechs Treffer. Anschließend nahm sie an der Weltmeisterschaft 2021 sowie an der Europameisterschaft 2022 teil.